# 馬來西亞民族
馬來西亞民族（又譯馬來西亞國族）是马来西亚第四任首相马哈迪·莫哈末的一个理想政策，为所有马来西亚的公民创造一个具有包容性的民族（國族）认同，从而放弃旧有国家文化政策所强调的马来民族认同。